# Sir Francis Drake (Fernsehserie)
Sir Francis Drake (Der Pirat der Königin) ist eine britische Abenteuer-Fernsehserie. Sie ist angelehnt an die historische Figur von Sir Francis Drake, einem  Freibeuter und ersten englischen Weltumsegler.

## Handlung
Der Admiral Sir Francis Drake kämpft im 16. Jahrhundert mit seinem Schiff, der Golden Hinde, als  Pirat der Königin Elisabeth I. auf den Weltmeeren gegen meist spanische Gegner. Neben Seeschlachten und Schwertkämpfen handelt die Serie von Intrigen am königlichen Hof, in die meist der spanische Schurke Mendoza verwickelt ist.

## Ausstrahlung
Die Serie wurde zuerst beim früheren britischen Sender ATV zwischen 12. November 1961 und 29. April 1962 gezeigt. Die Serie bestand aus 26 Folgen, die jeweils 25 Minuten lang waren. In Deutschland wurden zwischen dem 2. Februar 1967 und dem 16. Juni 1968 dreizehn Folgen der Serie ausgestrahlt.
Es handelte sich um eine Gemeinschaftsproduktion von ABC und ATV, die in den Elstree Studios und an historischen Stätten in England gedreht wurde.
Die Geschichtsforschung wurde von E. Hayter Preston durchgeführt. Sir Francis Drake gilt als einer der überragenden Charaktere der englischen Seefahrt. Die historischen Kostüme der Serie wurden von Beatrice Dawson entwickelt.
Die Filmmusik stammt von Ivor Slaney, die auch als einzige Backgroundmusik gespielt wurde. Produziert wurde die Serie von Anthony Bushell, die Regie führten Clive Donner und Harry Booth, Die Dramaturgie stammt von Ian Stuart Black. Die Kampfszenen wurden vom britischen Stuntman und Schauspieler Peter Diamond inszeniert.
Die 13 auf Deutsch synchronisierten Folgen der Serie wurde 2020 von Pidax auf 2 DVD veröffentlicht.